# Carpophilus oculatus
Carpophilus oculatus är en skalbaggsart som beskrevs av Murray 1864. Carpophilus oculatus ingår i släktet Carpophilus och familjen glansbaggar. Inga underarter finns listade i Catalogue of Life.